# 奎宿十四
奎宿十四 （φ Psc / 双鱼座φ）是双鱼座的一个双星系统，距离地球约380光年。它由光谱性为K0III的双鱼座φ和双鱼座φ B组成。 双鱼座φ A表面温度为3,500到5,000开尔文。有人认为双鱼座φ B亚系统中的可见成员是一颗F光谱型的晚期矮星，也有人认为其光谱型为K0。而其中的不可见成员则光谱型可能为M2V。 奎宿十四恒星系统的绕行周期为20.5年，离心率高达0.815。